# Dahmer Kanal

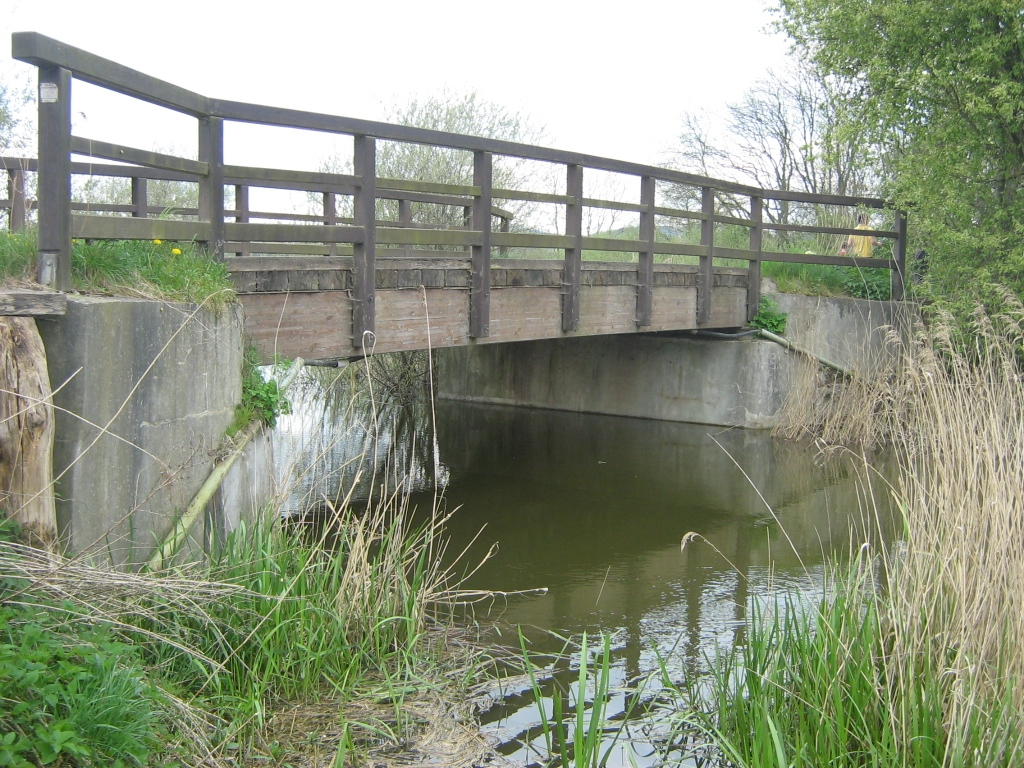
Einstige Brücke über den Dahmer Kanal (2021 abgerissen)

Der Dahmer Kanal ist eine künstlich angelegte Wasserstraße im Tal der Westpeene zwischen dem Malchiner See und der Stadt Malchin im Land Mecklenburg-Vorpommern.
Der 1876 auf Initiative der damaligen Zuckerfabrik in Dahmen fertiggestellte Kanal ist heutzutage der Hauptabfluss des Malchiner Sees und mündet nördlich von Malchin in den Peenekanal. Er hat eine Länge von rund 7,5 Kilometer und verläuft größtenteils nahezu geradlinig in nordöstliche Richtung, bevor er im Norden der Stadt für ein kurzes Stück parallel zur Bahnstrecke zwischen Güstrow und Neubrandenburg einen südöstlichen Verlauf einnimmt.
Der Dahmer Kanal ist für die Binnenschifffahrt nicht mehr nutzbar, wird jedoch außer von Anglern auch zum Wasserwandern genutzt, da er zusammen mit dem Peenekanal einen Zugang per Kanu vom Kummerower See zum Malchiner See ermöglicht.